# Borderlands 4
Borderlands 4 é um próximo jogo de tiro em primeira pessoa desenvolvido pela Gearbox Software e publicado pela 2K. É uma sequência de Borderlands 3 (2019) e a quinta entrada na série principal Borderlands. O jogo está programado para ser lançado em 12 de setembro de 2025, para Microsoft Windows, Xbox Series X/S, Nintendo Switch 2 e PlayStation 5.

## Jogabilidade
Tal como acontece com seus antecessores, o jogo é um jogo de tiro em primeira pessoa com elementos comumente encontrados em jogos de RPG de ação. A Gearbox descreveu o mundo do jogo como "perfeito" e não haverá nenhuma tela de carregamento à medida que os jogadores exploram novas áreas. Novos veículos e ferramentas transversais, como um gancho, são introduzidos em Borderlands 4. O jogo pode ser jogado sozinho ou cooperativamente com três outros jogadores.

## Sinopse
A lua de Pandora, Elpis, depois de ser teletransportada por Lilith usando seus poderes de sereia, destruiu a barreira protetora de um planeta chamado Kairos. Em Borderlands 4, os jogadores assumem o papel de um Vault Hunter que deve liderar a resistência contra um ditador implacável chamado Timekeeper e seu exército de seguidores sintéticos chamados Order on Kairos, enquanto procuram por "tesouros alienígenas secretos". 

## Desenvolvimento
A desenvolvedora Gearbox Software começou a trabalhar no jogo antes do lançamento de Borderlands 3 (2019). A Gearbox descreveu o Kairos como um espaço jogável "contínuo", no qual os jogadores podem explorar vários locais de interesse sem serem interrompidos por qualquer tela de carregamento. Enquanto a equipe evitou usar o termo "mundo aberto", o CEO da Gearbox, Randy Pitchford, afirmou que Borderlands 4 era "o jogo mais aberto e gratuito" da franquia, contrastando com a estrutura de salto de planeta de Borderlands 3, o que resultou em um design mais "compartimentado".  Tal como acontece com seus antecessores, Borderlands 4 foi concebido para ser um jogo bem-humorado, embora a equipe quisesse garantir que o humor derivasse da jogabilidade emergente, na qual os Vault Hunters jogáveis reagiriam às ações realizadas pelos jogadores. Como Borderlands 4 foi ambientado em um novo planeta, o jogo apresenta um elenco totalmente novo. Também ofereceu uma oportunidade para a equipe de arte criar uma paisagem distinta das de Pandora, com o diretor de arte Adam May descrevendo Kairos como um cenário "de alta tecnologia, mas lo-fi".
A Take-Two Interactive, após a aquisição da Gearbox do Embracer Group em março de 2024, confirmou que um novo título da série Borderlands estava em desenvolvimento. A publicadora 2K revelou oficialmente o título em agosto de 2024, e lançou suas primeiras imagens de jogabilidade no The Game Awards 2024. O jogo está programado para ser lançado em 23 de setembro de 2025 para Microsoft Windows, PlayStation 5, e Xbox Series X/S.